# Грауэр, Себастьян
Себастьян Грауэр (нем. Sebastian Grauer; 1758—1820) — немецкий ботаник и врач.

## Биография
Себастьян Грауэр родился в коммуне Тетенбюлль в 1758 году.
С 1771 года учился теологии в Кильском университете.
Около 1784 года получил степень доктора медицины и хирургии под руководством и при поддержке Георга Генриха Вебера. Диссертация Грауэра называлась Plantarum minus cognitarum decuria, была посвящена редким и малоизученным растениям.
На протяжении более 30 лет Грауэр работал врачом в амте Келлингхузен на территории земли Шлезвиг-Гольштейн.
18 января 1820 года Себастьян Грауэр умер.
Грауэр был женат на Иоганне, умершей в 1819 году.

## Некоторые научные работы
- Grauer, S. (1784). Plantarum minus cognitarum decuria. 20 p.